# Clase Bathurst
La Clase Bathurst fue una serie de rastreadores de la marina de guerra argentina adquirida en Alemania en 1922. Seis (6) rastreadores: Bathurst, Jorge, Golondrina, Pinedo, Seguí y Thorne.

## Unidades
| Nombre     | n.º  | Asignado | Destino                  |
| ---------- | ---- | -------- | ------------------------ |
| Bathurst   | M-1  | 1922     | aviso ARA Cormorán; baja |
| Jorge      | M-3  | 1922     | baja                     |
| Golondrina | M-10 | 1922     | baja                     |
| Pinedo     | M-6  | 1922     | baja                     |
| Seguí      | M-8  | 1922     | baja                     |
| Thorne     | M-9  | 1922     | aviso ARA Petrel; baja   |